# Extravagance (film fra 1916)
 For alternative betydninger, se Extravagance. (Se også artikler, som begynder med Extravagance)
Extravagance er en amerikansk stumfilm fra 1916 af Burton L. King.

## Medvirkende
- Olga Petrova som Norma Russell.
- H. Cooper Cliffe som Courtland Russell.
- Mahlon Hamilton som Franklin Hall.
- Arthur Hoops som Howard Dundore.
- J.W. Hartman som Horace Scott.